# Heinz Wiedner (Sportwissenschaftler)
Heinz Wiedner (* 1941 in Löwenberg) ist ein deutscher Sportwissenschaftler.

## Leben
Wiedner studierte an der Deutschen Hochschulen für Körperkultur (DHfK) in Leipzig, das Thema seiner 1972 angenommenen Diplomarbeit lautete „Das Trainingssystem im Leistungssport der leichtathletischen Sprungdisziplinen des DVfL der DDR (Hochsprung Männer und Frauen und Dreisprung)“. Wiedner schloss eine Promotion A (Thema: „Untersuchungen zum absolvierten Training in den leichtathletischen Sprungdisziplinen Dreisprung und Hochsprung/Frauen: eine Darstellung von Möglichkeiten der weiteren Belastungs- und Leistungssteigerung“) an, welche er 1975 an der DHfK beendete. Auch in den Folgejahren befasste sich Wiedner in seiner wissenschaftlichen Arbeit mit die Leichtathletik betreffenden Themen, darunter die Gestaltung des Trainings in den Sprungdisziplinen mitsamt dem Aspekt des Krafttrainings sowie die Laufschnelligkeit im Weitsprung, Dreisprung und Hochsprung.
Nach dem Ende der Deutschen Demokratischen Republik war Wiedner als leitender Wissenschaftler am Institut für Angewandte Trainingswissenschaft (IAT) tätig. Er war am IAT unter anderem Projektleiter von Forschungsarbeiten im Bereich Nachwuchsschwimmen, und arbeitete an weiteren Projekten mit, etwa zum Thema sportbetonte Schulen, Trainings- und Wettkampfforschung im Handball, leistungsstrukturelle und trainingsanalytische Untersuchungen bei jungen Skilangläufern. Er war zudem Mitverfasser der 2014 veröffentlichten „Rahmentrainingskonzeption Nachwuchs“ der Deutschen Triathlon Union sowie der 2006 erschienenen „Nachwuchskonzeption Schwimmen“ des Deutschen Schwimm-Verbandes.